# 嘉兴粽子文化博物馆
嘉兴粽子文化博物馆为位于中国浙江省嘉兴市南湖区月河历史街区小猪廊下中基路180号的一家民办博物馆。

## 历史
2009年由真真老老食品有限公司创办，以嘉兴粽子历史与粽子文化为主题，建筑面积1051.6平方米，馆藏300余件。主要展示内容包括马家浜文化与嘉兴粽子的起源和传承，古街张家弄合记、庆记和荣记五芳斋粽子店的历史及五芳斋、真真老老、昌记等当地知名粽子品牌的变迁过程，并设置有专门的体验粽子制作过程的互动区。